# زاج

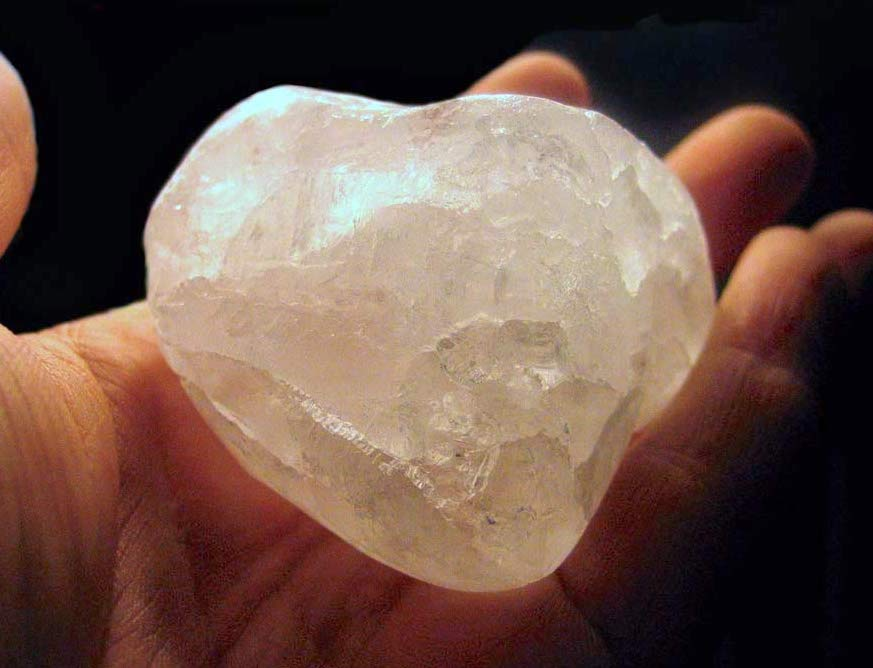
کریستال آلوم

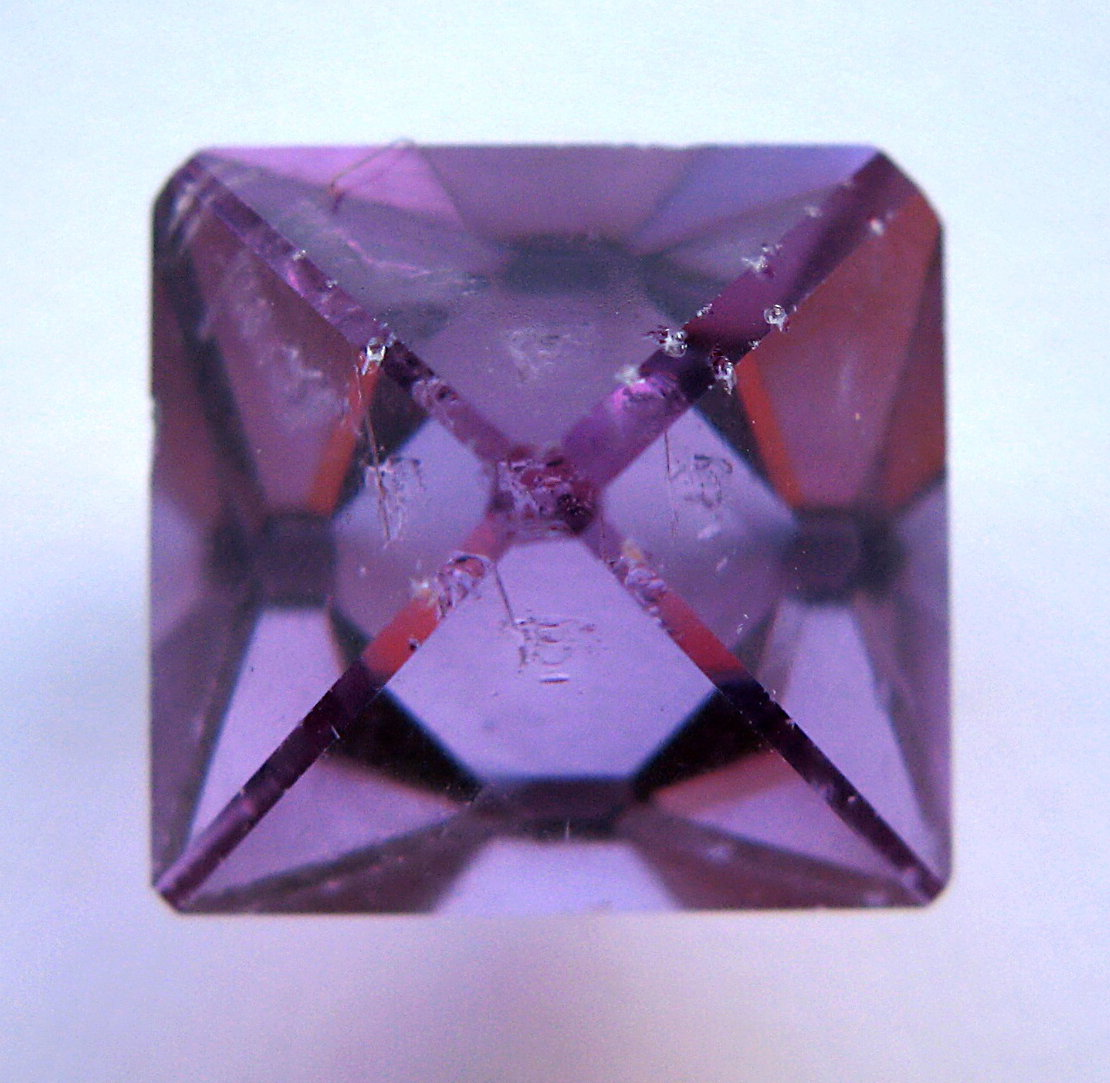
کریستال آلوم با تکه‌های کوچکی از آلوم کروم

زاج یا آلوم، ترکیب شیمیایی خاصی است که در کلاس خاصی از ترکیبات شیمیایی قرار دارد. ترکیب خاصی با فرمول KAl (SO4)2.12H2O است. طبقه وسیع‌تری از ترکیبات شناخته شده به عنوان آلوم‌ها با فرمول AB (SO4)2.12H2O وجود دارد. AB(SO4) 2.12H2O. مقادیر زیادی از آن در یمن موجود می‌باشد و از رده سنگ‌های معدنی موجود در بعضی کوه‌های یمن است، این ماده در عطاری‌ها موجود بوده و برای اهداف پزشکی و به عنوان ماده ای ضد عرق و برای پاکسازی دندان شناخته می‌شود و این خواص آن به دلیل مواد سولفات آلومینیوم موجود در آن می‌باشد.

## تاریخچه
زاج یافت شده در سایت های باستان شناسی صحرای غربی مصر منبع اصلی جایگزین‌های زاج در دوران باستان بود. این تبخیرها عمدتاً FeAl بودند. هرودوت مورخ مشهور ازیونان باستان و زاج مصری به عنوان یک کالای ارزشمند در تاریخ یاد می‌کند. تولید آلوم پتاسیم از آلونیت از نظر باستان شناسی در جزیره لسبوس تایید شده است. این مکان در قرن هفتم پس از میلاد متروک شد، اما حداقل به قرن دوم پس از میلاد باز می‌گردد. به نظر می رسد آلومن بومی جزیره Melos مخلوطی از آلونوژن بوده است. و همچنین منبع اصلی سوخت های فسیلی بوده است

## تولید
برخی از آلوم ها به عنوان مواد معدنی وجود دارند که مهم ترین آنها آلونیت است. مهم ترین زاج ها – پتاسیم، سدیم و آمونیوم – به صورت صنعتی تولید می شوند. دستور العمل های معمولی شامل ترکیب سولفات آلومینیوم و کاتیون تک ظرفیتی سولفات است. سولفات آلومینیوم معمولاً از تصفیه مواد معدنی مانند آلوم شیست، بوکسیت و کرایولیت با اسید سولفوریک به دست می آید.
نحوه تولید زاج سفید
- زاج سفید، از افزودن آلومینیوم هیدروکسید با اسید سولفوریک در آزمایشگاه تولید می‌شود. واکنش زیر را مشاهده کنید.

2Al(OH)3+3H2SO4→Al2(SO4)3+6H2O
- در اثر حرارت دادن فلز آلومینیوم در محلول اسید سولفوریک ساخته می‌شود. بعد از تبخیر محلول بدست آمده و متبلور شدن آن این ماده ساخته می‌شود. واکنش زیر را مشاهده بفرمایید.

2Al+3H2SO4→Al2(SO4)3+3H2

## انواع آلوم
چهار نوع مختلف از زاج وجود دارد به نام‌های آلوم آمونیوم, آلوم پتاس, آلوم کروم و آلوم قلیایی
۱- آلوم آمونیوم: از نظر شیمیایی، آلوم آمونیوم با فرمول NH4AL(SO4)2.12H2O معرفی می‌شود. این نوع زاج یک آلومینیوم دو سولفاته است. این گونه از زاج در طبیعت کریستاله و سفید رنگ است.
۲- آلوم پتاس: پتاس مربوط به سولفات آلومینیوم پتاسیم می‌شود و به عنوان یک قابض و ضدعفونی‌کننده استفاده می‌گردد. زاج پتاس یک دئودورانت طبیعی است. همچنین زاج پتاس به‌طور گسترده‌ای برای تصفیه آب کاربرد دارد. مواد معدنی نظیر کائولینیت و آلونیت، منابع طبیعی تأمین زاج پتاس هستند.
۳- آلوم کروم: بر خلاف دیگر انواع زاج، این نوع زاج برای فراینده برنزه کردن استفاده می‌شود. این سولفات دوگانه پتاسیم و کرومیوم با فرمول شیمیایی KCr(SO4)2.12H2O معرفی می‌شود. این نوع زاج در طبیعت به صورت کریستال بنفش رنگ یافت می‌گردد.
۴- آلوم قلیایی: آلوم قلیایی چیزی جز مندوزیت نیست. نوعی ماده معدنی که در محیط زیست به صورت طبیعی یافت می‌شود. در تولید نمک مورد استفاده قرار می‌گیرد. همچنین برای تولید سودا از آن استفاده می‌شود. آلوم قلیایی همچنین بنام آلوم سدیم نیز شناخته می‌شود. این نوع زاج با فرمول شیمیایی Na2SO4.Al2(SO4)3.24H2O معرفی می‌گردد.

## مصارف
در تصفیه آب و فاضلاب مصرف می‌شود. در صنایع دباغی، نساجی، عکاسی و کاغذسازی هم استفاده می‌گردد. برای تهیه بیکینگ پودر و افزایش ماندگاری میوه و سبزی هم کاربرد دارد. زاج از مهمترین تثبیت کننده های رنگ در فرش های ایرانی است